# Vilhelms værelse
Vilhelms værelse er en roman af den danske forfatter Tove Ditlevsen fra 1975. Romanen er en delvist selvbiografisk afsløring af et ægteskabeligt inferno. En roman om ægteskab og skilsmisse, om kærlighed og galskab, om frygt, ømhed og ondskab. Lise Mundus og hendes mand har gennem 20 lange år været bundet til hinanden i et spændingsmønster af tiltrækning og frastødelse.
Bogen ses som en skildring af Tove Ditlevsens ikke uproblematiske forhold med bladmanden Victor Andreasen.
| Bog | Spire Denne artikel om bøger og tidsskrifter er en spire som bør udbygges. Du er velkommen til at hjælpe Wikipedia ved at udvide den. |